# Baoying Hu
Baoying Hu är en sjö i Kina. Den ligger i provinsen Jiangsu, i den östra delen av landet, omkring 120 kilometer norr om provinshuvudstaden Nanjing. Trakten runt Baoying Hu består till största delen av jordbruksmark.
Genomsnittlig årsnederbörd är 1 165 millimeter. Den regnigaste månaden är juli, med i genomsnitt 253 mm nederbörd, och den torraste är januari, med 20 mm nederbörd.